# WTA Portorož

Logo von 2009 bis 2010

Das WTA Portorož (offiziell ab 2021: Zavarovalnica Sava Portorož) ist ein Damen-Tennisturnier der WTA Tour, das von 2005 bis 2010 und seit 2021 in der slowenischen Stadt Portorož auf Hartplatz ausgetragen wird.

## Siegerliste

### Einzel
| Jahr                         | Siegerin           | Finalgegnerin           | Ergebnis       |
| ---------------------------- | ------------------ | ----------------------- | -------------- |
| ↓ Kategorie: Tier IV ↓       |                    |                         |                |
| 2005                         | Klára Koukalová    | Katarina Srebotnik      | 6:2, 4:6, 6:3  |
| 2006                         | Tamira Paszek      | Maria Elena Camerin     | 7:5, 6:1       |
| 2007                         | Tatiana Golovin    | Katarina Srebotnik      | 2:6, 6:4, 6:4  |
| 2008                         | Sara Errani        | Anabel Medina Garrigues | 6:3, 6:3       |
| ↓ Kategorie: International ↓ |                    |                         |                |
| 2009                         | Dinara Safina      | Sara Errani             | 6:75, 6:1, 7:5 |
| 2010                         | Anna Tschakwetadse | Johanna Larsson         | 6:1, 6:2       |
| ↓ Kategorie: 250 ↓           |                    |                         |                |
| 2021                         | Jasmine Paolini    | Alison Riske            | 7:64, 6:2      |

### Doppel
| Jahr                         | Siegerinnen                                    | Finalgegnerinnen                            | Ergebnis          |
| ---------------------------- | ---------------------------------------------- | ------------------------------------------- | ----------------- |
| ↓ Kategorie: Tier IV ↓       |                                                |                                             |                   |
| 2005                         | Anabel Medina Garrigues Roberta Vinci          | Jelena Kostanić Katarina Srebotnik          | 6:4, 5:7, 6:2     |
| 2006                         | Lucie Hradecká Renata Voráčová                 | Eva Birnerová Émilie Loit                   | kampflos          |
| 2007                         | Lucie Hradecká Renata Voráčová                 | Andreja Klepač Jelena Lichowzewa            | 5:7, 6:4, [10:7]  |
| 2008                         | Anabel Medina Garrigues Virginia Ruano Pascual | Wera Duschewina Jekaterina Makarowa         | 6:4, 6:1          |
| ↓ Kategorie: International ↓ |                                                |                                             |                   |
| 2009                         | Julia Görges Vladimíra Uhlířová                | Camille Pin Klára Zakopalová                | 6:4, 6:2          |
| 2010                         | Marija Kondratjewa Vladimíra Uhlířová          | Anna Tschakwetadse Marina Eraković          | 6:4, 2:6, [10:7]  |
| ↓ Kategorie: 250 ↓           |                                                |                                             |                   |
| 2021                         | Anna Kalinskaja Tereza Mihalíková              | Aleksandra Krunić Lesley Pattinama Kerkhove | 4:6, 6:2, [12:10] |